# Mikhael Choniates
Mikhael Choniates (hay Akominatos) (tiếng Hy Lạp: Μιχαήλ Χωνιάτης or Ἀκομινάτος) (khoảng 1140 – 1220), là nhà văn và giáo sĩ Đông La Mã gốc Hy Lạp, sinh trưởng trong một gia đình giàu sang tại Chonae (nay là thành cổ Colossae). Lúc nhỏ ông theo học ở kinh đô Constantinopolis và là học trò của Eustathios thành Thessaloniki. Khoảng năm 1175, ông được bổ nhiệm làm Tổng giám mục Athena và giữ chức vụ này cho đến năm 1204. Năm 1204, ông giữ vững thành Acropolis ở Athena tránh khỏi cuộc tấn công của Leon Sgouros, cố thủ cho đến khi Thập tự quân xuất hiện vào năm 1205, vì thấy thế cô lực mỏng nên ông đành phải dâng thành đầu hàng. Sau khi người Latinh thiết lập được quyền kiểm soát hữu hiệu lãnh thổ của Đế quốc Đông La Mã, ông bèn từ quan về hưu tại đảo Keos. Khoảng năm 1217 ông lại di chuyển đến tu viện Vodonitsa nằm gần Thermopylae, ít lâu sau mất vì tuổi già sức yếu.
Mặc dù ông được các học giả cổ điển biết đến trong vai trò người sở hữu cuối cùng các phiên bản đầy đủ của tập thơ Hecale và Aitia của thi hào Kallimakhos, Ông là một nhà văn đa tài, ra sức sáng tác nhiều bài thuyết giảng, diễn văn và thơ ca, mà với sự tương giao của ông, đã soi sáng lên thực trạng khốn khổ của vùng Attica và thành Athena lúc bấy giờ. Đơn thỉnh nguyện mà ông gửi cho Alexios III Angelos đề cập đến sự lạm quyền của triều đình Đông La Mã, những vần thơ ta thán về sự suy đồi của thành Athena và những bài điếu văn với lời lẽ trang trọng nhất dành cho người em trai tài hoa Niketas và người thầy xuất chúng Eustathios, Tổng giám mục Thessaloniki.
Người ta tin rằng con gái Konstantina của ông đã được kèm cặp riêng về tiếng Hy Lạp và các môn khoa học thời bấy giờ bởi John thành Basingstoke, Tổng giám mục Leicester nổi tiếng vì sự lưu loát và cuộc vận động tích cực của ông dành cho tiếng Hy Lạp. Học trò của Mikhael là Georgios Bardanes, người từng tháp tùng ông trong suốt thời kỳ sống lưu vong tại Ceos, đã không phụ công ơn dạy dỗ của thầy mà trở thành một giám mục xuất sắc trong những năm tiếp theo.